# Ciclo di Völsung
Il Ciclo di Völsung è il ciclo letterario che si riferisce ad alcune saghe leggendarie dell'antica Islanda e Scandinavia nelle quali sono presenti molte delle storie e dei personaggi che costituiscono il fulcro della mitologia norrena. 
Queste narrazioni, originatesi in Islanda, si espansero notevolmente grazie alla fusione con il folclore scandinavo, inclusa la storia di Helgi Hundingsbane, che in principio era separata dalla tradizione dei Wulfingas. Il materiale mitologico di questo ciclo include la Saga dei Völsungar, il racconto di Ótr, l'Edda poetica e varie altre storie.